# Pavel Jozef Šafárik

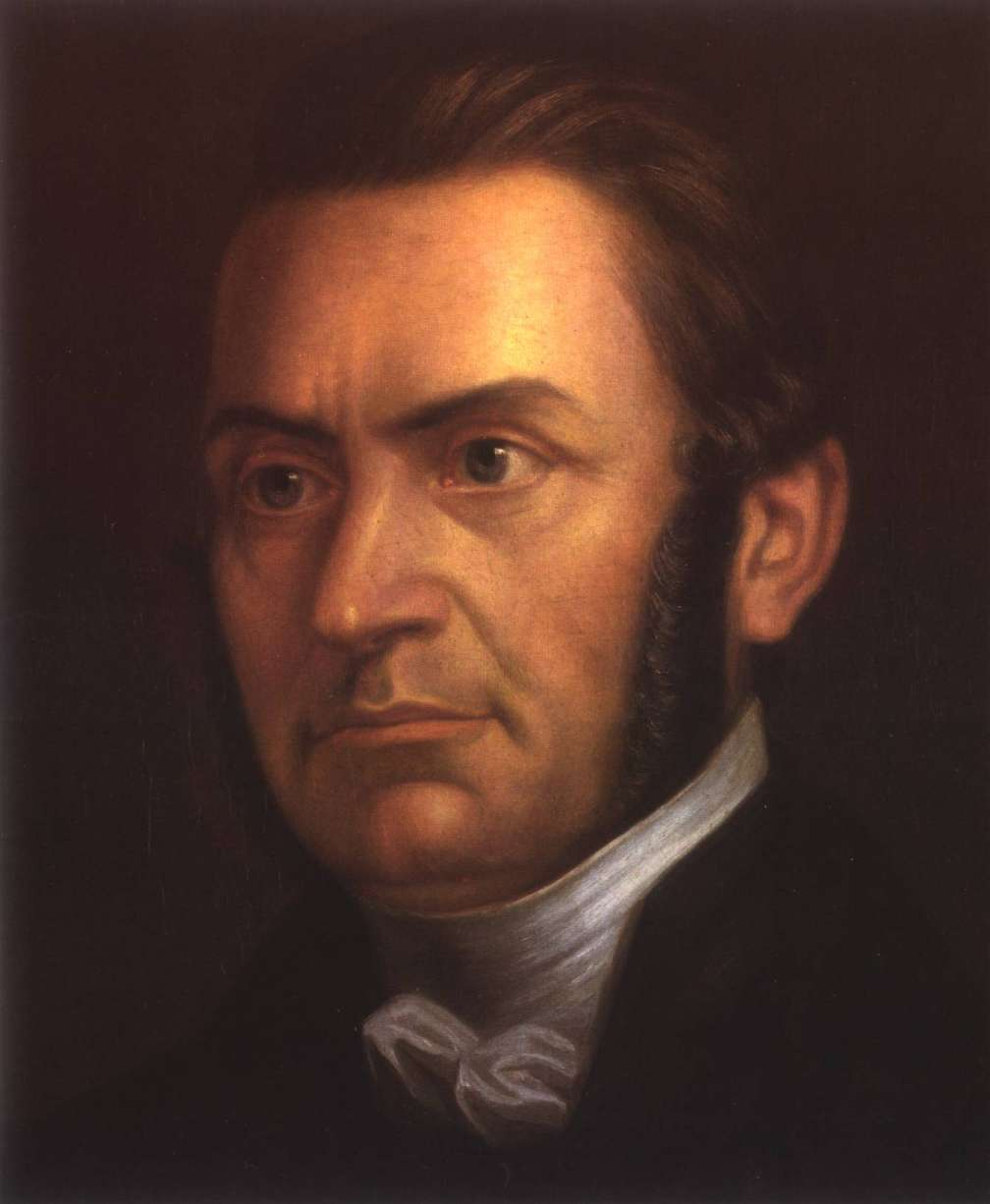
Pavel Jozef Šafárik

Pavel Jozef Šafárik (auch in den Schreibungen Safáry / Schaf(f)áry / Schafary / Schaffarik / Saf(f)arik / Šafarík / Szafarzik), tschechisch Pavel Josef Šafařík, neuslowakisch Pavol Jozef Šafárik, deutsch Paul Joseph Schaffarik, lateinisch Paulus Josephus Schaffarik, ungarisch Pál József Saf(f)arik; * 13. Mai 1795 in Kobeliarovo/Feketepatak, Königreich Ungarn, heute Slowakei; † 26. Juni 1861 in Prag) war ein slowakischer Wissenschaftler und Dichter.
Šafárik gilt neben Josef Dobrovský und Jernej Kopitar als einer der Begründer der wissenschaftlichen Slawistik. Mit Ján Kollár trug er wesentlich zur Erweckung der slowakischen Kultur bei.

## Leben
Šafárik wuchs als Sohn eines lutherischen Pfarrers in Kobeliarovo im Osten der heutigen Slowakei auf, die damals zum Königreich Ungarn und damit zur Habsburgermonarchie gehörte. Er besuchte die Gymnasien in Rožňava (Rosenau) und Dobšiná (Dobschan), dann von 1812 bis 1815 das Lyceum in Kežmarok (Käsmark). Anschließend studierte er bis 1817 Theologie, Philosophie, Geschichte, Philologie und Naturwissenschaften an der Universität Jena, wo er u. a. Vorlesungen bei Heinrich Karl Eichstädt, Jakob Friedrich Fries, Heinrich Luden und Lorenz Oken hörte.
Nach der Promotion zum Dr. phil. kehrte Šafárik in die Slowakei (bzw. das Königreich Ungarn) zurück, wo er bis 1819 als Privatlehrer in Bratislava den Sohn einer Adelsfamilie erzog. Von 1819 bis 1833 war er Professor für Humaniora und bis 1825 auch Direktor des serbisch-orthodoxen Gymnasiums in Novi Sad (Neusatz). Anschließend ging er nach Prag, das damals zum Kaisertum Österreich gehörte, um sich seinen slawistischen Studien, insbesondere seinem Werk über die Slawische(n) Altertümer zu widmen. Zudem gab er 1834/35 die volkstümliche, illustrierte Zeitschrift Světozor („Weltblick“; nach dem Vorbild des englischen Penny Magazine und des deutschen Pfennig-Magazins) heraus. Zum Broterwerb arbeitete Šafárik als Übersetzer für Russisch und Polnisch in der Prager Stadtverwaltung (Magistrat), dann von 1837 bis 1847 als Zensor. Ab 1841 war er Kustos der Prager Universitätsbibliothek. 1848 wurde er als außerordentlicher Professor auf den Lehrstuhl für Vergleichende Slawische Philologie an der Universität Prag  berufen, verzichtete aber zugunsten von František Ladislav Čelakovský auf dieses Amt. Šafárik war ein Hauptorganisator des Prager Slawenkongresses im Juni desselben Jahres.
Šafárik war Mitglied zahlreicher gelehrter Gesellschaften seiner Zeit. 1839 wurde er korrespondierendes Mitglied der Russischen Akademie der Wissenschaften in Sankt Petersburg und 1840 der Königlich-Preußischen Akademie der Wissenschaften in Berlin, 1843 nahm ihn die Bayerische Akademie der Wissenschaften als korrespondierendes, 1856 als auswärtiges Mitglied auf. 1855 wurde er zum korrespondierenden Mitglied der Göttinger Akademie der Wissenschaften gewählt. Im Jahr 1847 schließlich war er Gründungsmitglied der Akademie der Wissenschaften zu Wien.
Obwohl er sich selbst als Slowaken bezeichnete, schrieb Šafárik fast ausschließlich tschechisch und deutsch und nahm eine kritische Position zu der von Ľudovít Štúr vorgeschlagenen slowakischen Schriftsprache ein.
Er war Vater des Chemikers Vojtěch Šafařík, des Mediziners Jaroslav Šafařík (1833–1862), des Soldaten und Buchhändlers Vladislav Šafařík (1840–1901) und von Božena Šafaříková (1831–1895), die den Literaturhistoriker, Sprachforscher und Politiker Josef Jireček heiratete und mit diesem den Sohn Konstantin Jireček, Begründer der böhmischen Balkanologie und Byzantinistik, hatte.
Er ist begraben auf dem Olšany-Friedhof in Prag. Nach Šafárik benannt ist die 1959 gegründete Pavol-Jozef-Šafárik-Universität Košice. Darüber hinaus trug die Stadt Tornaľa im Süden der Mittelslowakei von 1948 bis 1990 zu seinen Ehren den Namen Šafárikovo.

## Werke

### Poesie
- Ode festiva... (Levoča, 1814)
- Tatranská múza s lyrou slovanskou (Levoča, 1814) [wörtlich:Die Tatra-Muse mit einer slawischen Lyra]

### Wissenschaftliche Werke
- Počátkové českého básnictví, obzvláště prozodie (1818, Pressburg), mit František Palacký [wörtlich:Grundlagen der böhmischen Dichtung, insbesondere der Prosodie]
- Novi Graeci non uniti ritus gymnasii neoplate auspicia feliciter capta. Adnexa est oratio Pauli Josephi Schaffarik (1819, Novi Sad)
- Die Liedersammlung Písně světské lidu slovenského v Uhřích. Sebrané a vydané od P. J. Šafárika, Jána Blahoslava a jiných. 1-2 (1823–27, Prag) / "Národnie zpiewanky - Pisne swetské Slowáků v Uhrách" (1834–1835, Buda), mit Ján Kollár [wörtlich: Weltliche Lieder des slowakischen Volkes im (Königreich) Ungarn. Gesammelt und herausgegeben von P. J. Šafárik, Ján Blahoslav und anderen. 1-2 / Volksgesänge - Weltliche Lieder der Slowaken im (Königreich) Ungarn]
- Geschichte der slawischen Sprache und Literatur nach allen Mundarten (1826, Pest),
- Über die Abkunft der Slawen nach Lorenz Surowiecki (1828, Buda)
- Serbische Lesekörner oder historisch-kritische Beleuchtung der serbischen Mundart (1833, Pest)
- Slovanské starožitnosti (1837, Prag), sein Hauptwerk, dt. Fassung Slawische Alterthümer (2 Bände, Leipzig 1844), das erste umfassende Werk über die Kultur und Geschichte der Slawen.
- Monumenta Illyrica (1839, Prag)
- Slovanský národopis (1842, Prag) [wörtlich: Slawische Völkerkunde]
- Slawische Alterthümer (Übersetzung, herausgegeben von Heinrich Wuttke)
  - Band 1, Leipzig 1843 (Digitalisat)
  - Band 2, Leipzig 1844 (Digitalisat).
- Die ältesten Denkmäler der böhmischen Sprache... (1840, Prag), mit František Palacký
- Počátkové staročeské mluvnice in: Výbor (1845) [wörtlich: Grundlagen der altböhmischen Grammatik]
- Památky dřevního pisemnictví Jihoslovanů (1851, Prag) [wörtlich: Denkmäler des alten Schrifttums der Südslawen]
- Památky hlaholského pisemnictví (1853, Prag) [wörtlich: Denkmäler des glagolitischen Schrifttums]
- mit Constantin von Höfler: Glagolitische Fragmente (1857, Prag)
- Über den Ursprung und die Heimat des Glagolitismus (1858, Prag)
- Geschichte der südslawischen Litteratur 1-3 (1864–65, Prag)